# Pallacanestro Brescia 2024-2025
Questa voce raccoglie le informazioni riguardanti la Pallacanestro Brescia nelle competizioni ufficiali della stagione 2024-2025.

## Stagione
La stagione 2024-2025 della Pallacanestro Brescia sponsorizzata Germani, è la 9ª nel massimo campionato italiano di pallacanestro, la Serie A.

## Maglie
Il fornitore ufficiale del materiale tecnico per la stagione 2024-2025 è Erreà.

## Organigramma societario
Dal sito internet della società.
Area dirigenziale
- Presidente: Graziella Bragaglio
- Vice presidente: Franco Dusina
- Vice presidente: Enrico Zampedri
- Amministratore delegato: Mauro Ferrari
- Amministratore delegato: Roberto Vagheggi
- Consigliere: Matteo Bonetti
- Consigliere: Riccardo Roversi

Area generale e organizzativa
- Direttore operativo: Mauro Patuelli
- Direttore amministrativo: Paolo Bianchi
- Ticketing Merchandising: Lara Filisina
- Segreteria: Federica Silvestri
- Digital specialist: Silvia Fassi
- Addetto stampa: Alessio Sigalini
- Graphic designer: Gaia Vettore

Area tecnica
- Allenatore: Giuseppe Poeta
- Vice allenatore: Matteo Cotelli
- Assistente allenatore: Gianpaolo Alberti
- Player development: David Moss
- Preparatore atletico: Carlo Voltolini
- Assistente preparatore: Andrea Saresera
- Responsabile settore giovanile: Gianpaolo Alberti

Area medica
- Responsabile sanitario: Alessandro Corsini
- Medico: Pierfrancesco Bettinsoli
- Ortopedico: Domenico Signorelli
- Fisioterapista: Michele Buffoli
- Fisioterapista: Carlo Galbiati
- Fisioterapista: Mauro Aiolfi
- Nutrizionista: Giuseppe Cucinotta

## Roster
Aggiornato al 18 agosto 2024.
| Germani Brescia 2024-25 | Germani Brescia 2024-25 |
| Giocatori               | Staff tecnico           |
| ----------------------- | ----------------------- |

| N. | Naz.                                          | Ruolo | Nome                   | Anno | Alt.   | Peso   |  |
| -- | --------------------------------------------- | ----- | ---------------------- | ---- | ------ | ------ |  |
| 2  | Croazia (bandiera)                            | C     | Miro Bilan             | 1989 | 213 cm | 121 kg |  |
| 3  | Italia (bandiera)                             | A     | Giancarlo Ferrero      | 1988 | 198 cm | 97 kg  |  |
| 5  | Stati Uniti (bandiera)                        | PG    | Chris Dowe             | 1991 | 189 cm | 86 kg  |  |
| 8  | Italia (bandiera)                             | G     | Amedeo Della Valle (C) | 1993 | 194 cm | 90 kg  |  |
| 9  | Senegal (bandiera)                            | AC    | Maurice Ndour          | 1992 | 206 cm | 110 kg |  |
| 10 | Stati Uniti (bandiera)                        | A     | Jason Burnell          | 1997 | 201 cm | 100 kg |  |
| 11 | Italia (bandiera)                             | AP    | Alessandro Tonelli     | 2006 | 192 cm | 84 kg  |  |
| 18 | Montenegro (bandiera)                         | P     | Nikola Ivanović        | 1994 | 190 cm | 85 kg  |  |
| 21 | Italia (bandiera) · Costa d'Avorio (bandiera) | A     | Joseph Mobio           | 1998 | 199 cm | 94 kg  |  |
| 23 | Stati Uniti (bandiera)                        | AP    | Demetre Rivers         | 1995 | 202 cm | 93 kg  |  |
| 25 | Italia (bandiera)                             | PG    | David Cournooh         | 1990 | 187 cm | 83 kg  |  |
| 35 | Italia (bandiera)                             | P     | Lorenzo Pollini        | 2006 | 182 cm | 77 kg  |  |
| -  | Italia (bandiera)                             | P     | Alessandro Tognolini   | 2007 | 181 cm |        |  |
| -  | Italia (bandiera)                             |       | Damiano Zanardini      | 2007 |        |        |  |

| Allenatore                                                                                       |
| - Giuseppe Poeta                                                                                 |
| Assistente/i                                                                                     |
| - Gianpaolo Alberti - Matteo Cotelli Legenda - (C) Capitano - (IN) Inattivo - Infortunato Roster |

## Mercato

### Sessione estiva
| P  | Nikola Ivanović   | Runa Mosca       | svincolato |
| PG | Chris Dowe        | Derthona Basket  | svincolato |
| AP | Demetre Rivers    | Žalgiris Kaunas  | svincolato |
| A  | Giancarlo Ferrero | Pall. Trieste    | svincolato |
| AG | Joseph Mobio      | Trapani Shark    | svincolato |
| AG | Maurice Ndour     | Lokomotiv Kuban' | svincolato |

| Cessioni | Cessioni          | Cessioni            | Cessioni       | Cessioni |
| R.       | Nome              | a                   | Modalità       |          |
| -------- | ----------------- | ------------------- | -------------- | -------- |
| P        | Semaj Christon    | Pistoia Basket      | fine contratto |          |
| PG       | Nicolas Tanfoglio | Benedetto XIV Cento | fine contratto |          |
| G        | C.J. Massinburg   | Bahçeşehir Koleji   | fine contratto |          |
| AP       | John Petrucelli   | Trapani Shark       | fine contratto |          |
| A        | Nicola Akele      | Virtus Bologna      | fine contratto |          |
| AG       | Kenny Gabriel     | Fortitudo Bologna   | fine contratto |          |
| C        | Mike Cobbins      | Free agent          | fine contratto |          |